# Aloïs Dansou
Aloïs Patrice Kouadjo Dansou (Vénissieux, 31 marzo 1982) è un ex nuotatore beninese, specializzato nello stile libero.

## Biografia
È nato a Vénissieux nella regione francese dell'Alvernia-Rodano-Alpi. È fratello di Marc Dansou, anche lui nuotatore di caratura internazionale.
Rappresentò la Benin ai Giochi olimpici estivi di Atene 2004, dove ottenne il 60º tempo nelle batterie dei 50 m stile libero e fu eliminato.
Ai mondiali di Melbourne 2007 gareggiò nei 50 m stile libero concludendo al 106º posto in classifica in batteria.
Tornò alle Olimpiadi a Pechino 2008, classificandosi 62º nella stessa specialità.
Fu convocato ai mondiali di Kazan' 2015, in cui si piazzò 105º nei 100 m stile libero.